# Stazione di Serravalle Scrivia
Stazione di Serravalle Scrivia vasútállomás Olaszországban, Serravalle Scrivia településen.

## Vasútvonalak
Az állomást az alábbi vasútvonalak érintik:
- Torino–Genova-vasútvonal

## Kapcsolódó állomások
A vasútállomáshoz az alábbi állomások vannak a legközelebb:
- Stazione di Novi Ligure
- Stazione di Arquata Scrivia
- Stazione di Arquata Scrivia (1852)